# Municipio de Otumba
El municipio de Otumba (del náhuatl Otompan, "lugar de otomíes") es uno de los 125 municipios del Estado de México y uno de los 12 municipios de la Región Ecatepec, en México. Se encuentra en el Valle de Apan o «Altiplanicie pulquera».  
Conocida principalmente porque el 7 de julio de 1520, en los límites de Otompan, se libró la batalla de Otumba, en la que las fuerzas de Hernán Cortés mataron al líder del poderío mexica, Matlatzincatzin, dejando así el paso de Cortés para fortalecer su ejército en Apan y Tlaxcala.
Otumba es uno de los poblados más importantes del Periodo clásico de Mesoamérica, pues sus reservas de obsidiana, sirvieron para la construcción de Teotihuacán. Otumba es sede del único santuario en América para la preservación de burros en Burrolandia, además de contar con uno de los primeros templos católicos en Nueva España, es causante del Acueducto del Padre Tembleque y donde se lleva a cabo la Feria Nacional del Burro.
El 27 de septiembre de 2024, fue incluido en el programa turístico Pueblos Mágicos.

## Toponimia
El topónimo de Otumba, proviene del náhuatl Otompan, que significa "lugar de otomíes".

## Historia
Otumba ha sido escenario de grandes sucesos como la Batalla de Otumba de 1520, que se libró entre los mexicas y Hernán Cortés, por lo que actualmente puedes encontrar gran riqueza histórica con su diferentes obras arquitectónicas, como el Aljibe terminal del Acueducto del Padre Tembleque, la Casa de Virreyes, el Museo Gonzalo Carrasco, el Ex Convento de San Nicolás de Bari y el Museo del Ferrocarril, Parques Temáticos como son Reino Animal y Burrolandia.
En Otumba puedes degustar su variabilidad gastronómica legado que ha dejado platillos muy exquisitos, como la barbacoa de borrego y cerdo, los mixiotes de caracol, escamoles, conejo y carnes de aves, algunos patillos son acompañados con salsas de molcajete y porciones de chinicuiles, gusano blanco y chapulines, no menos importante la bebida de los dioses, el pulque. También encontraras las manos mágicas y la gran imaginación de los artesanos del municipio

## Gobierno y política
| Próspero E. Hernández            | 1940-1941       |  |
| Agustín García Zúñiga            | 1942-1944       |  |
| Jorge Olvera Ortiz               | 1944-1945       |  |
| Julio César López                | 1946-1948       |  |
| Telesforo Aguilar García         | 1949-1951       |  |
| Julio César López                | 1952-1954       |  |
| Roberto López Escobedo           | 1955-1957       |  |
| Teodolo Cortés García            | 1958-1960       |  |
| Rafael Aguilar García            | 1961-1963       |  |
| Jorge Olvera Ortiz               | 1964-1966       |  |
| Rodolfo Escobar Estrada          | 1967-1969       |  |
| Ignacio Aguilar Espinosa         | 1970-1972       |  |
| Orlando López Aco                | 1973-1975       |  |
| Guillermo A. Franco Espinosa     | 1976-1978       |  |
| Jesús Espinosa Zúñiga            | 1979-1981       |  |
| Carlos Plata Fernández           | 1982-1984       |  |
| Leonardo Aguilar Beltrán         | 1985-1987       |  |
| Víctor Manuel Lazcano Aguilar    | 1988-1990       |  |
| Justo René Domínguez Espinosa    | 1991-1992       |  |
| Fernando Espinosa Franco         | 1992-1993       |  |
| Pedro Espinosa Soto              | 1994- 1996 \|\| |  |
| Ignacio Alonso Aguilar Curiel    | 1997-2000       |  |
| Darío Franco Espejel             | 2000-2003       |  |
| Adolfo Rojas Zamora              | 2003-2006       |  |
| Francisco Javier Espinosa Franco | 2006-2009       |  |
| Juan Orlando López Olvera        | 2009-2012       |  |
| Silvestre Vicuña Cortés          | 2013-2015       |  |
| Lic. José de Jesús Alfaro Rojas  | 2016-2018       |  |
| Mauricio Alberto Cid Franco      | 2019-2021       |  |

## Geografía

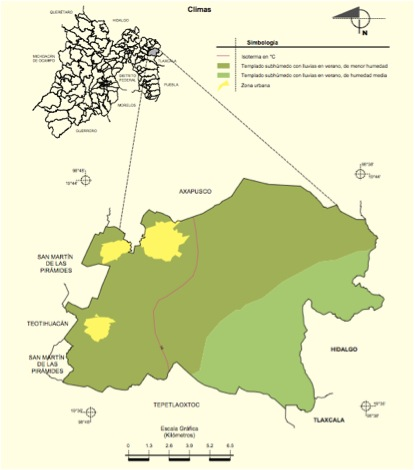

El municipio de Otumba se ubica en el extremo noroeste del Estado de México, dentro de la región del Valle de México. La cabecera municipal se encuentra a 2,290 metros sobre el nivel del mar, se llama Otumba de Gómez Farías. Limita al norte con los municipios de Axapusco; al sur con el municipio de Tepetlaoxtoc y el estado de Tlaxcala; al oriente con el municipio de Apan, en el estado de Hidalgo, y al poniente con el municipio de San Martín de las Pirámides.

## Infraestructura

### Energía eléctrica
Proporcionado por la CFE, la cual cubre con una línea trifásica el 97% de las comunidades de Otumba.

### Agua potable
El 100% de las comunidades, poseen agua potable entubada; Otumba es la zona urbana de mayor distribución del servicio, que actualmente existe aproximadamente un 10% de viviendas a nivel municipal que no poseen agua potable entubada y el servicio se suministra por pipa.

## Demografía

### Pueblos y localidades de Otumba
- Barrio Xamimilolpa (Xolpa)
- El Pabellón (Colonia).
- Barrio de San Cosme
- Belém
- Buenavista
- Campero (Ejido San Marcos)
- Colonia Chacalco
- Colonia La Nopalera
- Colonia Los Remedios (Santiago Tolman)
- Colonias Jacarandas
- Coyotepec
- Cuautlatcingo
- Ejido Buenavista (La Mocha)
- El Colorado
- El Ranchito
- El Potrero
- El Rosario
- Granja Liberacos Uno
- Granja los Conquianes
- San Cosme
- Jagüeycillos
- La Trinidad
- La Nopalera
- Nueva Colonia de Axalco
- Oxtotipac
- Poyoxco
- Rancho el Mayorazgo
- Rancho la Puente
- Rancho las Papas
- Rancho San Lorenzo
- Rancho San Nicolás Tlaxomulco
- Rancho Santa Brígida
- Rancho GR
- San Francisco Tlaltica
- San José Coamilpa (Ejido de Otumba)
- San José de las Presas (Cuautenco)
- San Juan Tocuila (Tocuila)
- San Marcos (San Marcos Tlaxuchilco)
- San Martín Ahuatepec (Ahuatepec)
- San Miguel Axalco Chico
- San Miguel Xolco
- San Telmo Santa Bárbara (Ejido Santa Bárbara)
- Santa Bárbara
- Santa Gertrudis
- Santiago Tolman
- Tecalco
- Tepa Grande (Rancho Guadalupe Tepa)
- Tlahuico
- Tlalmimilolpa
- Xochihuacán

## Patrimonio natural, cultural e histórico

### Patrimonio natural

#### La Cañada
Es un área natural protegida que fue declarada como Reserva Ecológica Estatal el 5 de agosto de 2003. Cuenta con una extensión de 50 mil metros cuadrados,  y en ésta se encuentran vestigios de culturas prehispánicas.

#### Burrolandia

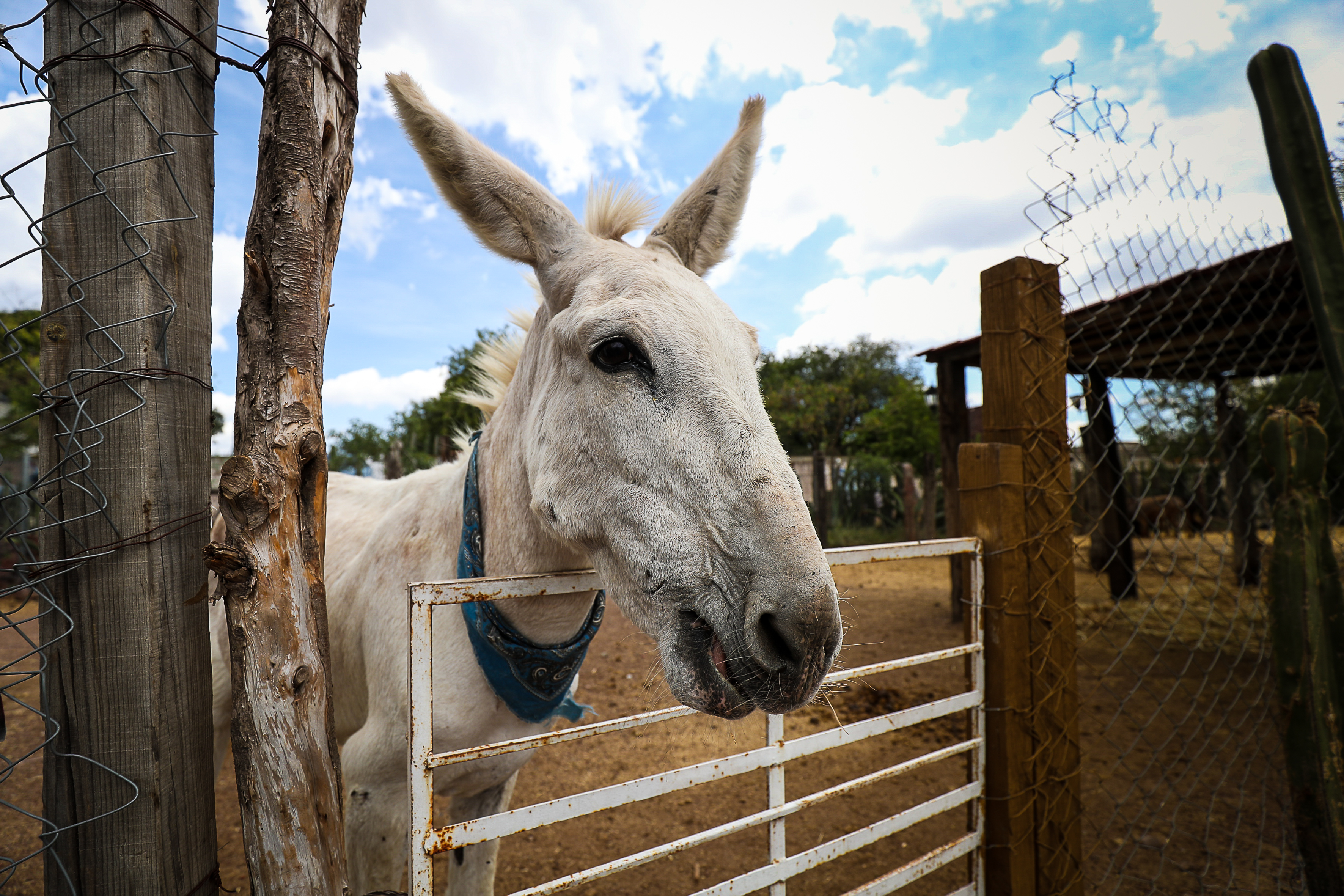
El centro de conservación Burrolandia

Burrolandia es un santuario animal dedicado a la conservación y protección del burro mexicano. Este lugar busca generar conciencia sobre el valor natural y social de  los animales, así como frenar su extinción.

#### Otros
- Parque Ecoturístico "La Mina" [10]
- Balneario El Temazcal[10]
- Deportivo y Hotel Los Tucanes[10]
- Zoológico Reino Animal [11]

### Patrimonio Cultural
Otumba ofrece algunos espacios culturales y educativos: bibliotecas, museos, iglesias coloniales y monumentos históricos.

#### Bibliotecas
1. Biblioteca Otumba, ubicada en  la Plaza de la Constitución
2. Biblioteca Sor Juana Inés de la Cruz
3. Biblioteca Álvaro Obregón
4. Biblioteca Josefa Ortíz de Domínguez[12]

#### Museos

##### Casa Museo Gonzalo Carrasco
También en este municipio podemos encontrar el Museo Gonzalo Carrasco, que a su vez es una Casa de Cultura, que se encuentra en la casa donde nació Gonzalo Carrasco Espinosa, el único pintor jesuita mexicano. 

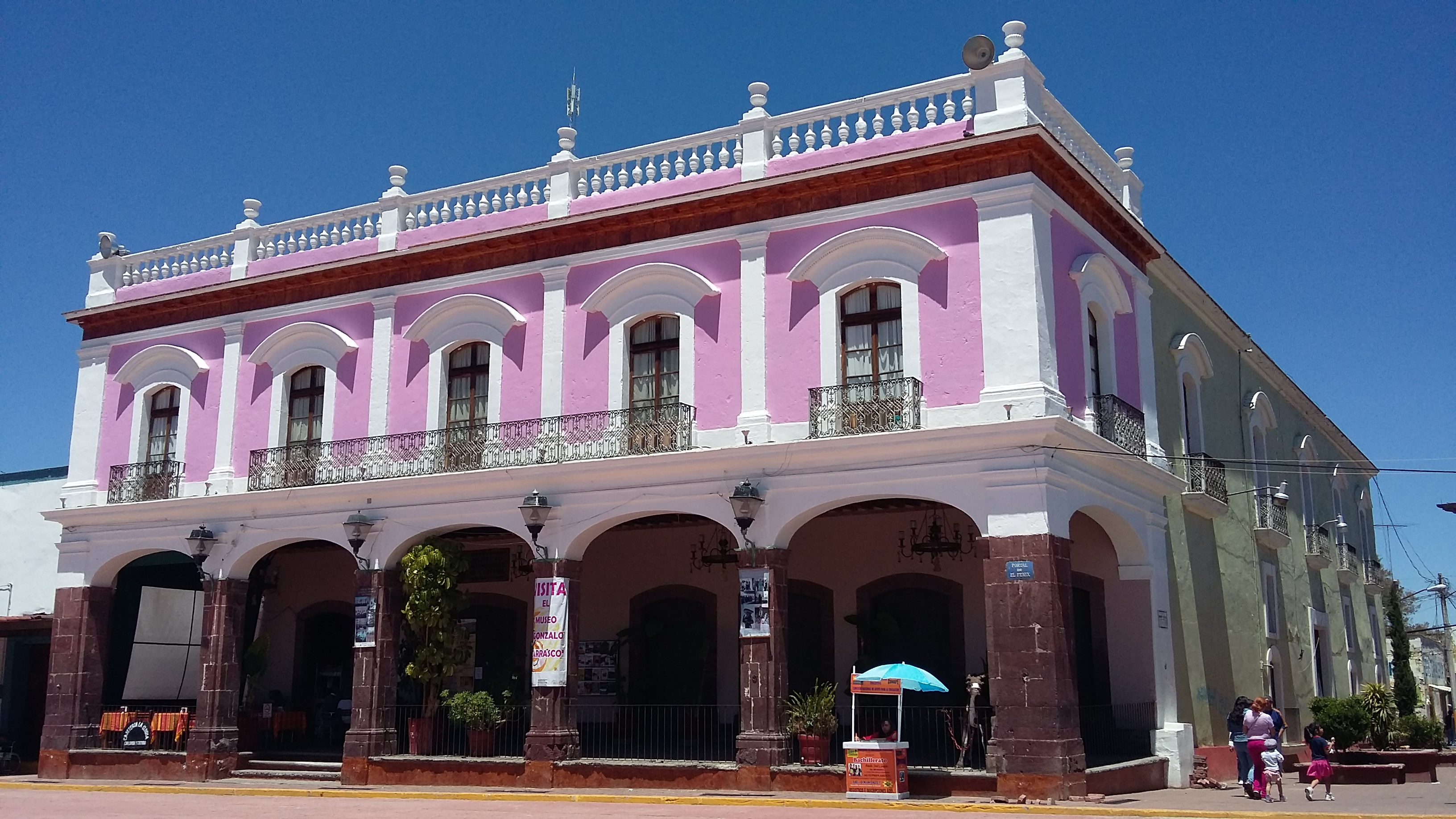
Museo Gonzalo Carrasco

Este museo está ubicado a un costado de la Plaza de la Constitución.  Cuenta con once salas en las que  se aloja una extensa colección de objetos prehispánicos de las culturas mexica, teotihuacana y otomí.De igual  manera exhibe fotografías de algunos códices prehispánicos, de construcciones civiles y religiosas, de la construcción del ferrocarril de Otumba, de la elaboración del pulque y las haciendas productoras de esta bebida. También hay una sala dedicada a la obra pictórica de Gonzalo Carrasco Espinosa, también encontrarás una reseña bibliográfica y muebles originales. Como parte del museo, verás una antigua tienda que vendía de todo, propiedad de este artista.
Además cuenta con el Auditorio de la Casa de Cultura Gonzalo Carrasco, un espacio importante para eventos y representaciones culturales.

##### Museo del Ferrocarril de Otumba
Este museo rinde homenaje a la historia del ferrocarril en México, así como el impacto que tuvo este medio de comunicación en el municipio.

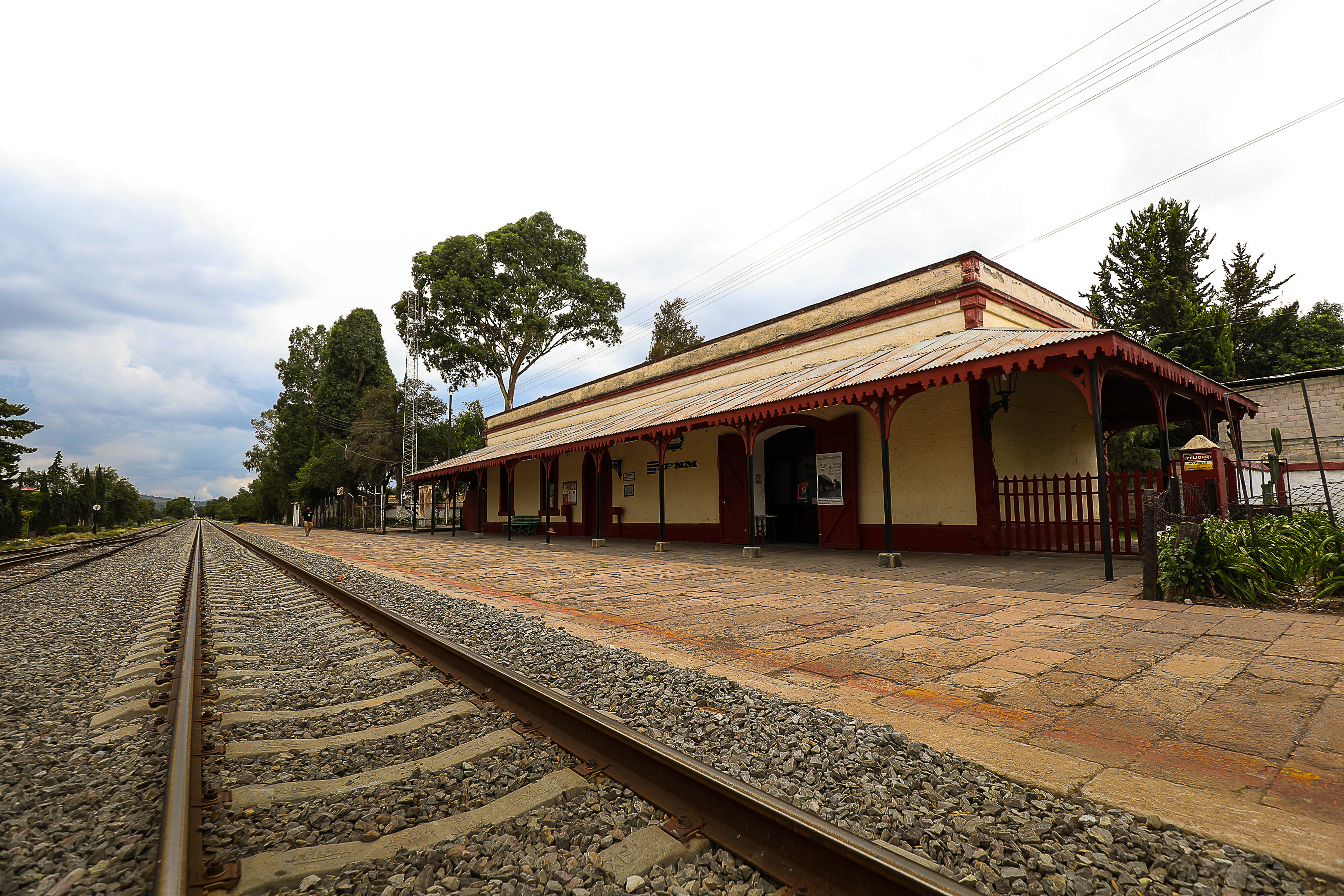
Museo del Ferrocarril

Se localiza dentro del complejo ferroviario de la estación de Otumba Div. Mexicano, Línea S. Tiene por finalidad preservar el patrimonio cultural ferrocarrilero que albergó la estación de Otumba División Mexicano. 
Este museo coordina, divulga, capacita y propone políticas de manejo y funcionamiento de las colecciones alusivas a la industria del ferrocarril.
La estación fue edificada en 1906 sobre la línea México-Veracruz del antiguo Ferrocarril Mexicano, por la Compañía Imperial Mexicana del Camino de Hierro, empresa que obtuvo el terreno en cesión el 24 de marzo de 1866. Al igual que otras estaciones ferroviarias, en la de Otumba se verificaron diversos encuentros armados durante la Revolución Mexicana.

#### Monumentos históricos

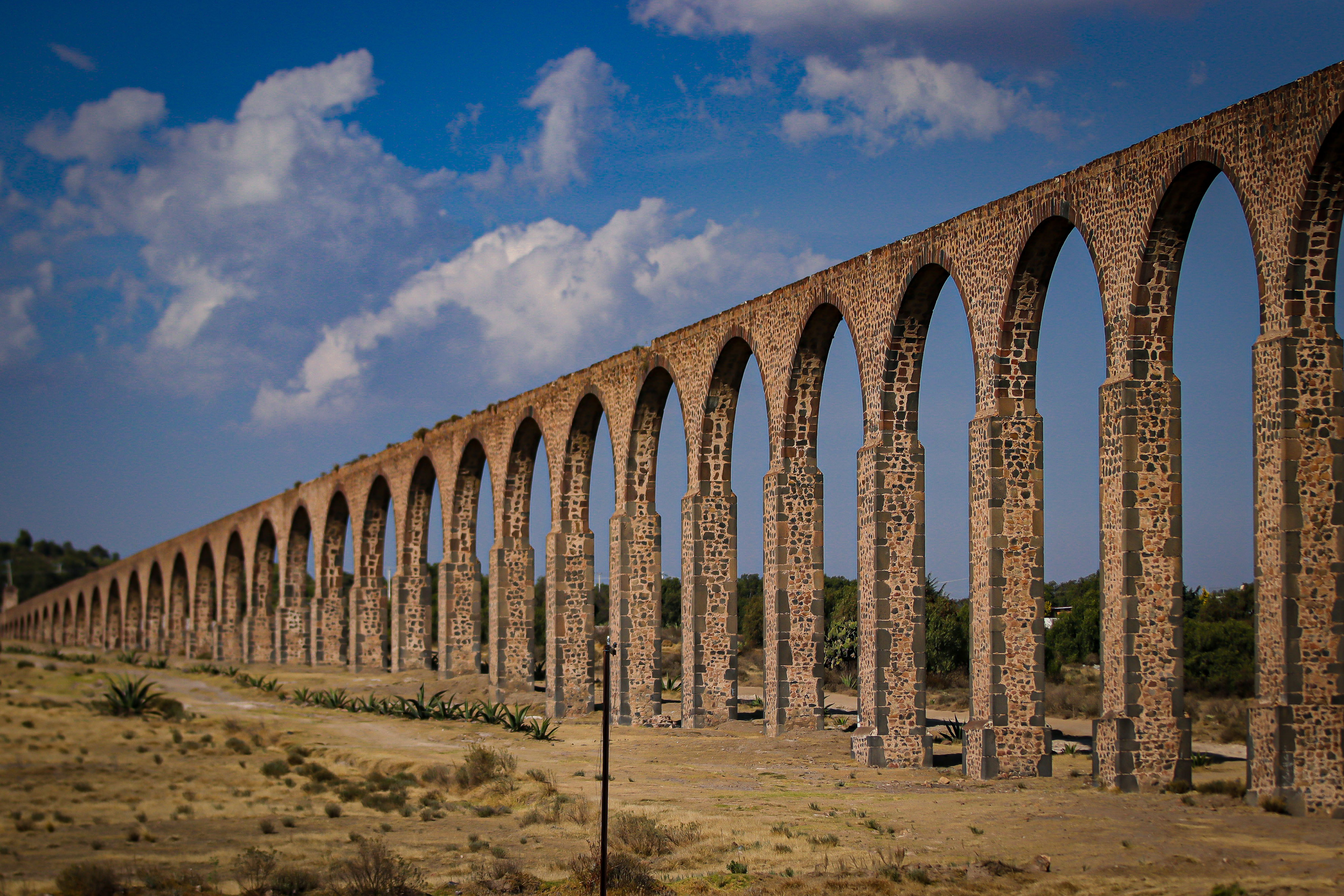
Acueducto del Padre Tembleque, Patrimonio Cultural de la Humanidad

##### Acueducto del Padre Tembleque
El acueducto es una magna obra con 443 años de antigüedad y es ejemplo sobresaliente del desarrollo de los sistemas hidráulicos en América.
Dicha inscripción representa un reconocimiento al Valor Universal Excepcional de esta obra de ingeniería hidráulica concebida y dirigida por Fray Francisco de Tembleque entre 1554 y 1571, con el apoyo del maestro cantero Juan Correa de Agüero y la valiosa participación de alrededor de 40 pueblos indígenas.
Es la obra de ingeniería hidráulica más importante en el periodo colonial de la Nueva España. En 2015 fue declarado como Patrimonio Cultural de la Humanidad por la UNESCO.
Este acueducto fue construido a mediados del siglo XVI,  y fue diseñado por el fraile franciscano Francisco de Tembleque, quien se dio a la tarea de llevar agua al entonces sediento pueblo de Otumba, 
Para ello, se  construyó un acueducto de 40 km de largo desde las cercanías del pueblo de Zempoala en Hidalgo. Esta obra tomó cerca de 17 años para construirla, con la colaboración de varias comunidades  indígenas de la región. 
La parte más visible e impresionante del acueducto es su arquería, la cual permitió por 200 años el paso del agua de un lado al otro de la barranca. En su parte más alta, esta arquería alcanza los 39 metros (el equivalente de una torre de más de diez pisos). Sobre las rocas basálticas de los arcos son visibles decenas de glifos, fechas o inscripciones del antiguo método de escritura que parecen ser emblemas de los pueblos que participaron en su construcción.

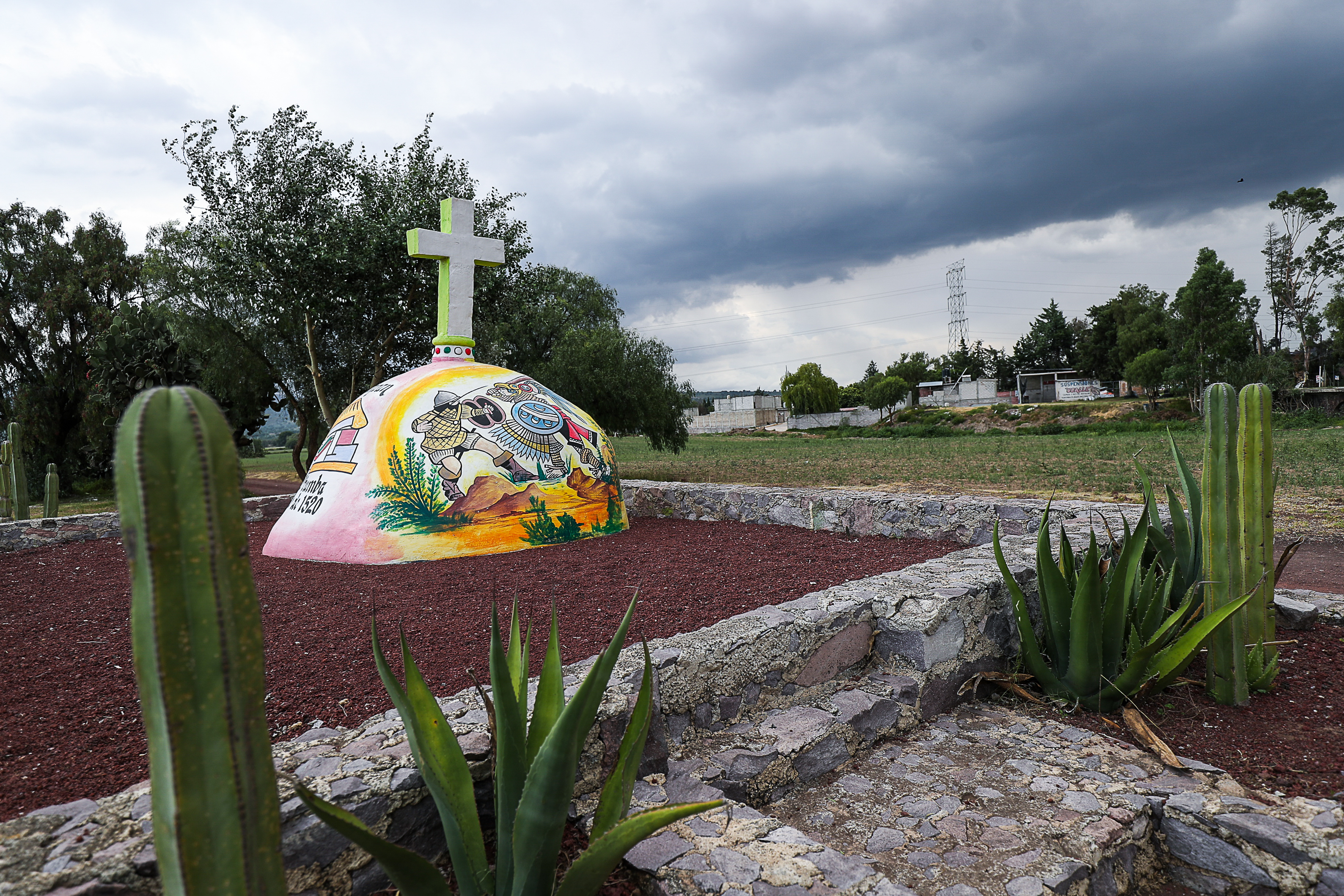
Monumento a la Batalla de Otumba

##### Monumento de la Batalla de Otumba
Este monumento se construyó para conmemorar la derrota del ejército mexica ante frente a las fuerzas armadas de Hernán Cortés – en coalición con los tlaxcaltecas , el 7 de julio de 1520, la cual se conoce como Batalla de Otumba. 
Este monumento se edificó en honor a los guerreros mexicas caídos en la batalla, contra Hernán Cortés y sus soldados. Este hecho sucedió después de la Noche Triste, cuando los españoles y sus aliados huyeron hacia Tlaxcala luego de su derrota en Tenochtitlán. En el siglo XVI, se levantó en el sitio de la batalla una cruz para conmemorar esta fecha.

##### Templo de la Purísima Concepción
Construido bajo una plataforma prehispánica, los franciscanos edificaron este templo y convento que por su arquitectura del siglo XVI se ha convertido en uno de los edificios más importantes y visitados.
La portada de estilo plateresco tiene un arco enmarcado por delgadas columnas que se levantan entre guías vegetales y flores. La puerta está rodeada por un alfiz con la forma de una cordón franciscano, diseño que también puedes observar en la ventana del coro. En el interior apreciarás una bóveda de cañón corrido, probablemente repuesta en el siglo XVIII. A un costado del templo se encuentra la portería del convento que en un tiempo fue la Capilla Abierta. El viejo claustro muestra los restos de una arquitectura sencilla y de pinturas murales.
En el siglo XVI, los frailes franciscanos edificaron el convento sobre una antigua plataforma prehispánica. Actualmente, ahí se encuentra el Exconvento y Parroquia de la Purísima Concepción.
El templo es estilo plateresco y tiene un arco de acceso rebajado, enmarcado por delgadas columnas que ascienden, entre guías vegetales y flores, por encima del arco.

##### Templo y ex convento de San Nicolás de Bari Oxtotipac

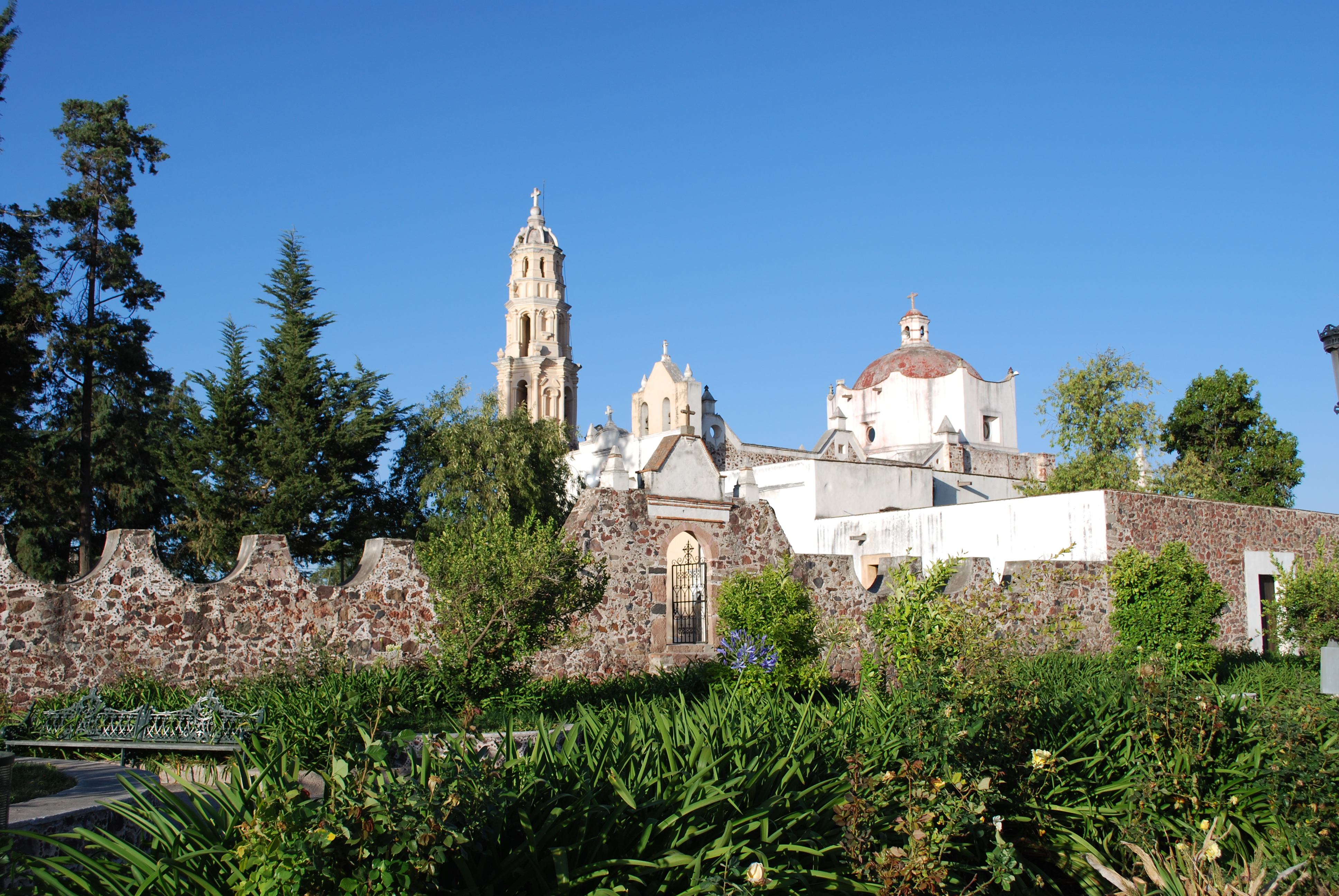
Costado del Ex.convento de San NicolásBari.

Este antiguo convento y templo son testimonios vivos de la arquitectura y el arte religioso del periodo colonial, además de que fue declarado como Monumento Histórico. En este  edificio se pueden encontrar grabados y pinturas de 1797, y una pila bautismal  de piedra labrada que data de 1570.
Entre las piezas que adornan el recinto, se observan grabados y pinturas de 1797. Además, en la capilla abierta hay una pila bautismal de piedra labrada en una sola pieza originaria de 1570, y en el atrio se encuentra una cruz de cantera labrada, de aproximadamente 4 metros, que se levanta sobre un zócalo de casi 2 metros de altura, en cuya base hay diferentes figuras religiosas, como la túnica de Cristo y relieves de la crucifixión. 

##### Santuario de la Divina Misericordia Tocuila
Fue en el verano de 1993 cuando la Comunidad de San Francisco Xavier abrió una casa de misión en la Diócesis de Teotihuacán, Estado de México. Como parte de su espiritualidad, deseaban abrir un centro devocional en honor del Señor de la Divina Misericordia, con la finalidad de expandir el mensaje de Jesús misericordioso que el papa Juan Pablo II tanto promovía.
Después de reflexionar sobre dónde era el mejor lugar para construir este templo, eligieron el Cerro del Cosito en Tocuila, un pequeño pueblo perteneciente a Otumba, dentro del impresionante Valle de Teotihuacán, exactamente frente a la pirámide del Sol y a solo 60 kilómetros de la Ciudad de México. Los trabajos de construcción comenzaron el 14 de septiembre de 1997. Al principio el templo era muy sencillo pero aun así, la gente, domingo a domingo, llegaba para asistir a la eucaristía y rezar delante del Señor de la Misericordia. Se empezaron a dar generosos donativos y ofrendas, así que el Santuario fue terminado rápidamente. 
El 11 de septiembre de 1999, el Señor Cardenal Don Carlos Aguiar Retes, consagró el altar y el santuario frente a miles de devotos, ese mismo día SS. Juan Pablo II envió la Bendición Apostólica a todas las personas que desde ese momento asistan confiados en Dios a este Santuario.
• El Santuario de Tocuila fue declarado centro diocesano de peregrinación el 24 de diciembre de 1999.
• Cada año, el Viernes Santo se realiza el Vía crucis por la Comunidad de Tocuila, llevando una Reliquia de la Santa Cruz de Nuestro Señor (que consiste en una astilla del madero de la Cruz).
• Se celebran dos fiestas en honor del Señor de la Divina Misericordia en Tocuila: Principal, que es también la más grande, es el segundo Domingo de Pascua, instituida por SS. JUAN PABLO II, por mandato de Jesús a Santa Faustina Kowalska (de la cual el Santuario custodia una Reliquia); la segunda es el 11 de septiembre, aniversario de la consagración del altar y del santuario.
• Cada primer domingo de mes se celebra aquí una eucaristía de sanación a la una de la tarde. Este día acude gran cantidad de peregrinos para pedir salud física y espiritual.
• El 13 de mayo de 2012 el Santuario de San Giovanni Rotondo Italia regaló a la Comunidad de San Francisco Xavier una Reliquia de San Pío de Pietrelcina que se conserva en el Santuario.

##### Palacio Municipal
El edificio que ocupa el Palacio Municipal es una sobria construcción de aspecto colonial; presenta en la fachada los arcos que parecen sostener al segundo nivel, con ventanas y balcones de herrería que dan hacia el jardín central. La construcción remata el edificio con balaustras propias del siglo XIX, pues fue reconstruido en ese siglo y remodelado posteriormente respetando el estilo original.

### Patrimonio intangible y artesanía
Otumba es rico en patrimonio intangible, con celebraciones y eventos que reflejan la historia y cultura de la región. Donde destaca: 
1. La Batalla de Otumba es un evento histórico importante que se conmemora en Otumba; ésta sucedió el 7 de julio de 1520, que representó la principal victoria de los ejércitos españoles sobre los mexicas.
2. La Feria Nacional del Burro que  celebra y promueve la importancia del burro en la cultura y economía local, y es una oportunidad para disfrutar de actividades tradicionales y folclóricas.[28] Este pueblo es sede del festejo donde se rinde tributo al "amigo del campo", el burro. Se lleva a cabo la Feria Nacional del Burro, el 8 de diciembre.[29][30]